# 大阪市立海洋博物館
大阪市立海洋博物館，通稱大阪海之時空館（日语：なにわの海の時空館）是一座位於日本大阪市的一座海事博物館。於2000年7月14日揭幕，該博物館的設計由建築師保罗·安德鲁負責，工程設計由奧雅納和東畑公司承擔。博物館位於大阪灣的填海土地上，整個項目耗資128億日元。博物館以江戶時代的菱垣廻船複製品浪速丸為主題。此建築的圓頂在滿足抗震、波浪和風荷載要求的同時也取得了巨大成功，因此在2002年獲得了英國結構工程師學會頒發的結構特別獎。
由於財務問題以及博物館參觀人數大幅減少，該博物館於2013年3月10日關閉。

## 沿革

### 規劃
1990年代，大阪市計劃建立一座反映港口城市航海歷史的博物館。打算將該館舍其設置在大阪灣的填海土地上，作為大阪市建城100週年紀念項目的一部分，在與安德鲁談論後，安德鲁提供了一份初步的圓頂構想草圖，並建議博物館應當建在水上，因此計劃挖掘一個佔地300,000平方公尺的盆地，使博物館的球形圓頂似乎漂浮在海灣之上，并且可以透過水底隧道進入。
根據項目規劃，建築圓頂由安德魯設計，奧雅納則負責結構、機械、電氣和地震工程方面的設計，而東畑公司則負責入口建築、水底隧道和穹頂下部結構的工程。由於建築坐落在一個特殊的場地上，該地質共包括25公尺的填海土地和15公尺的沖積黏土。因此建造過程中則使用40公尺長的樁，樁頂部分使用了鋼套管預製混凝土樁，以防止地震引起的土壤液化導致建築物下沉。此外，底層的樁板設計厚度為1.6至2.5公尺，以確保足夠的重量避免建築物浮升。
博物館建築分為陸側和水下兩個主要部分。陸側建築包括售票處、入口大廳、行政辦公室以及底下的儲藏室和廠房。遊客能夠從入口大廳進入一個寬15公尺、長60米的水下隧道，隧道由钢筋混凝土建造。整個建築最終設計包括陸側入口建築、水下隧道，以及位於穹頂下的多層空間，總面積達到了20,000平方公尺，其中包括陸側入口建築佔地5,000平方公尺，水下隧道佔地1,000平方公尺，而位於穹頂下的多層空間總面積達到了14,000平方公尺。²

### 開業
博物館的建設計劃只用了短短的25個月，其中最為關鍵的部分就是建造圓頂，施工團隊選擇在場外建造圓頂的一部分，同時在現場建造內部結構，即可避免潛在的施工衝突，同時確保專案能按時完成。這種方式也使圓頂的結構和內部結構分離，從而簡化了抗震能力。其中，川崎重工業的播磨工廠被選中來建造圓頂，部分原因是該工廠距離大阪灣的另一邊僅有33公里。1998年11月3日，一台重達4,100噸的浮式起重機將1,200噸的圓頂和吊裝設備吊到駁船上。兩天後，駁船經過6小時的航行抵達博物館現場，經過一天的檢查後，浮式起重機再次吊起圓頂將其降低到位。
海洋博物館的主要目的是展示海洋、船舶和港口如何為大阪以及全球的海洋文化發展做出貢獻。其中核心展品是17世紀的貿易船或檜垣海船浪速丸的複製品。這艘船在大阪灣進行試航後安置在博物館中。博物館的展覽空間則展示大阪周邊和國際海上貿易的發展，包括浮世繪版畫、船首像複製品和造船工具等文物和展品。
博物館地下室設有兩個電影院。其中一個名為《海上冒險館》，講述一位年輕的日本海員在虛構故事中遭遇海盜和洶湧海浪的冒險，座椅則會根據螢幕上的景色而搖擺。另一個名為《海洋劇場》，通過3D電影和模擬的風和氣味帶領觀眾穿越威尼斯。此外，博物館還提供了遊艇模擬器，使遊客有機會體驗虛擬航行。2010年，為紀念建館十週年，博物館進行了翻修工程。 

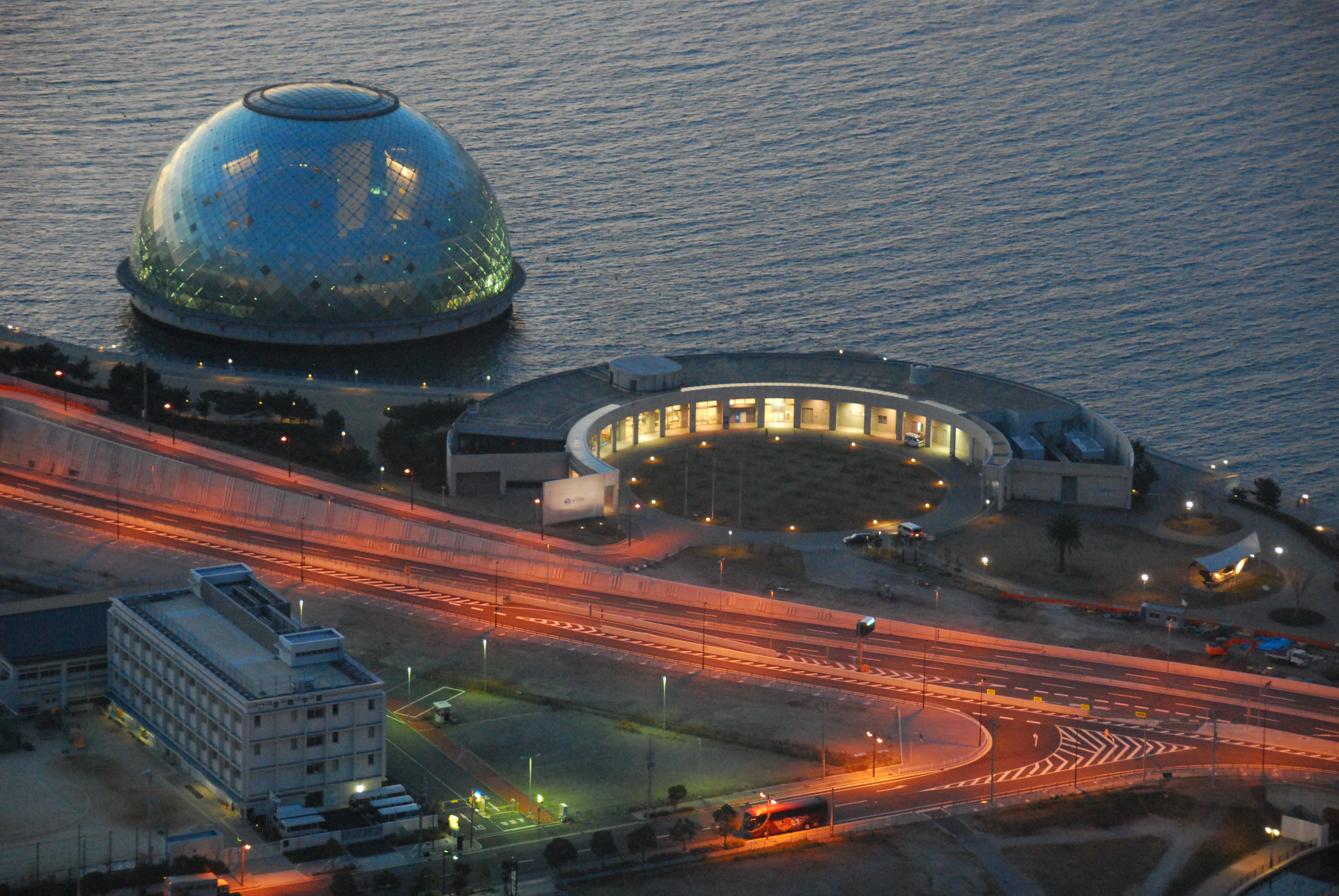
空俯海洋博物館
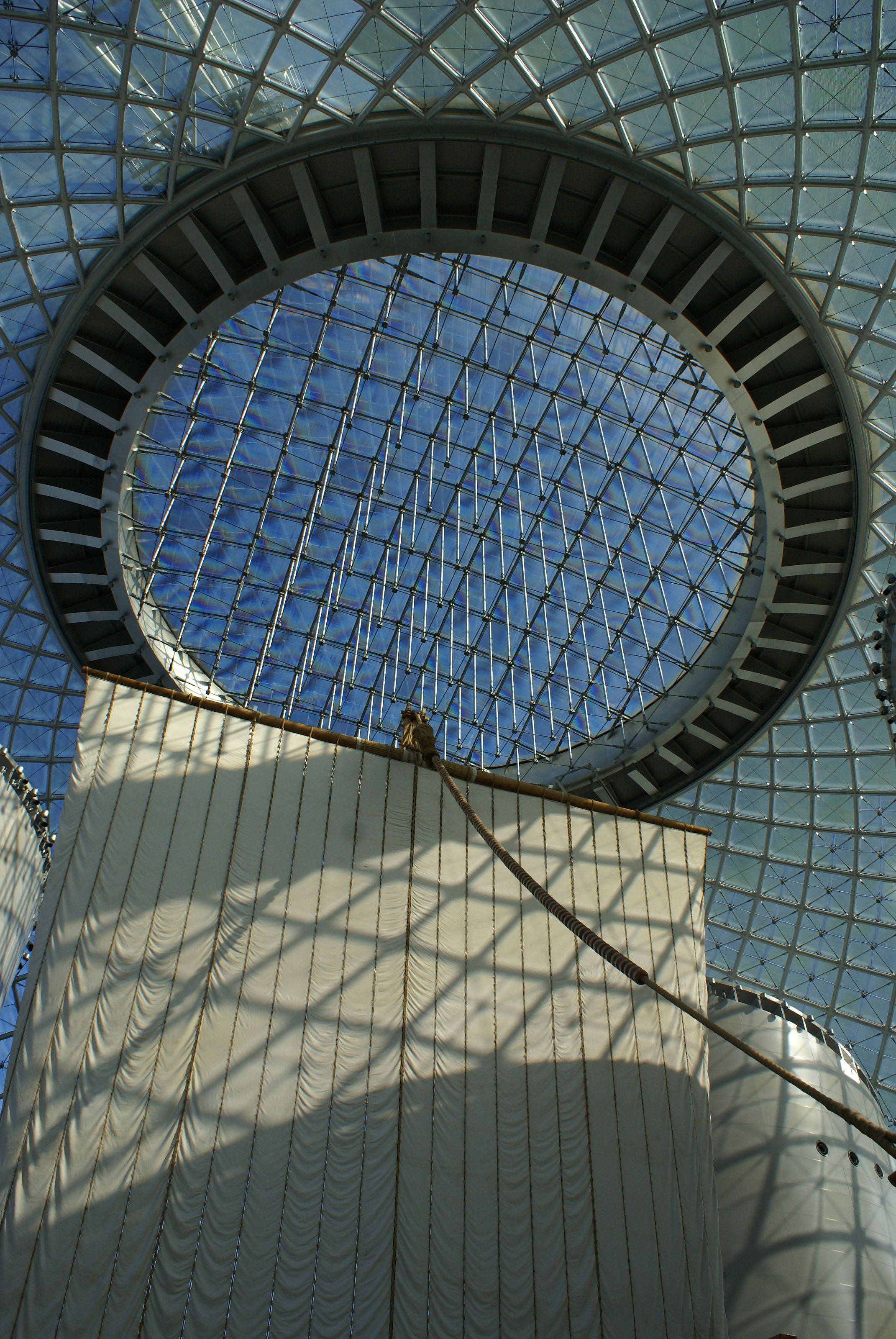
博物館內部的穹頂
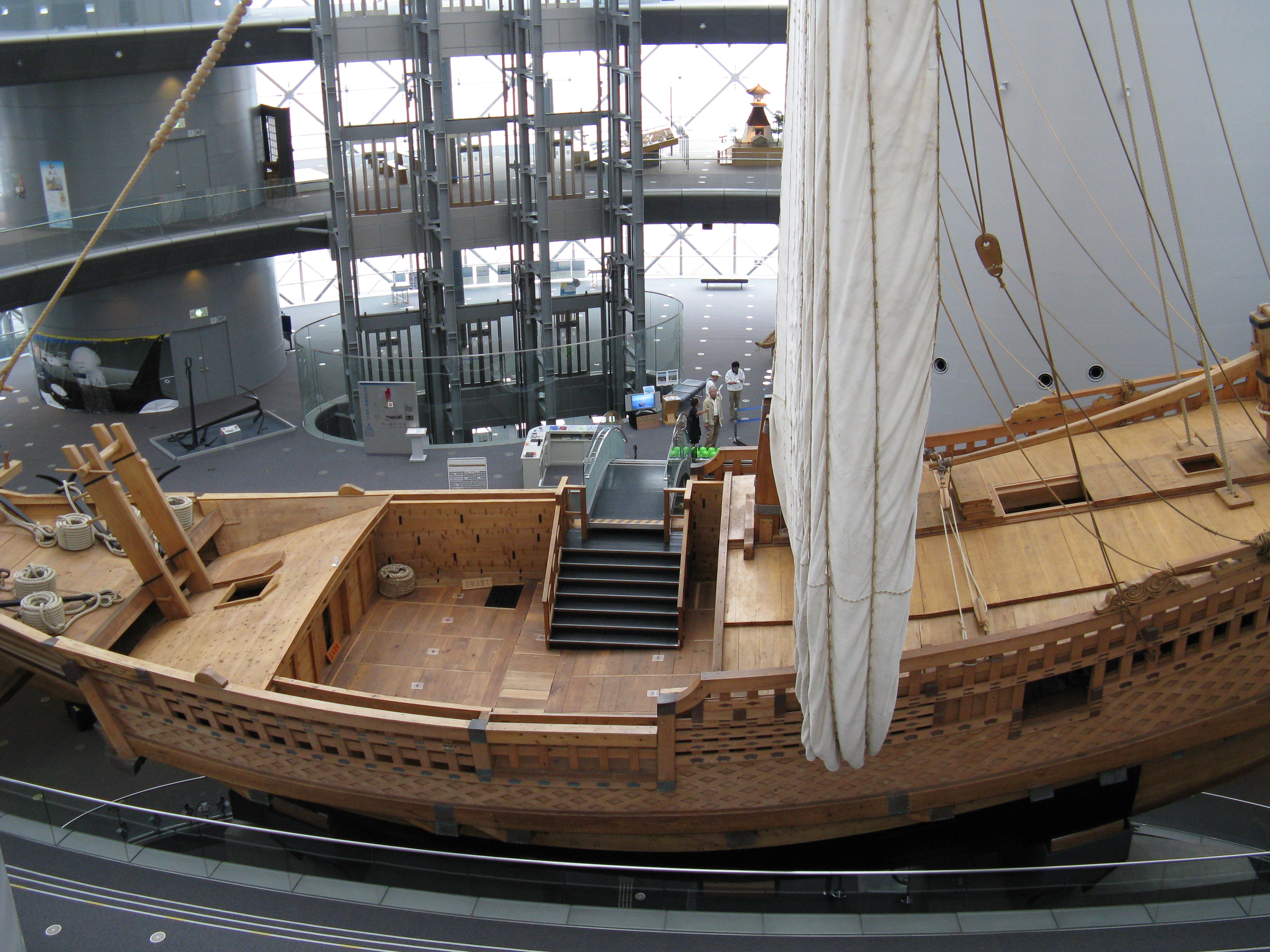
菱垣廻船（日语：菱垣廻船）浪速丸（英语：Naniwa Maru）
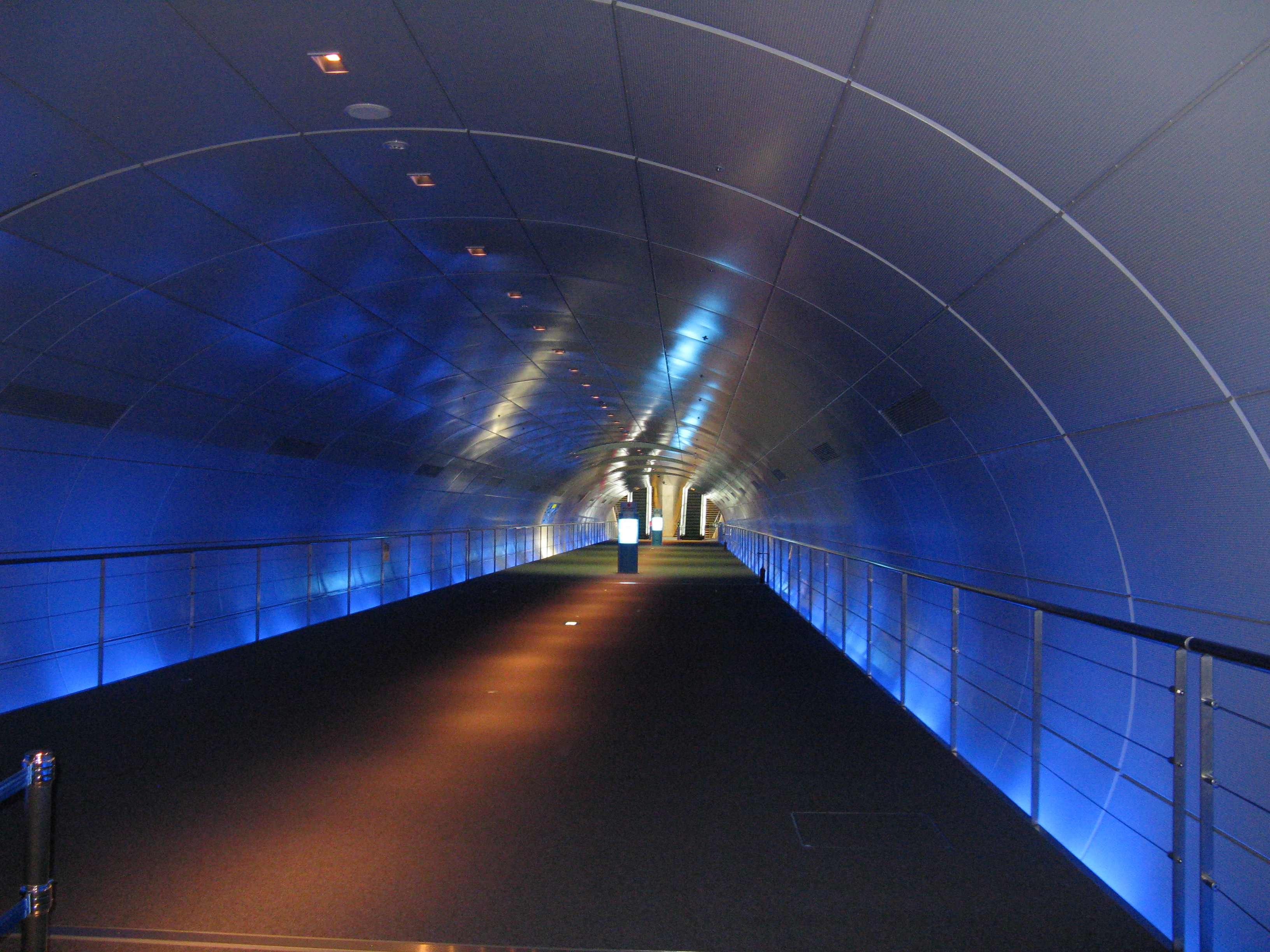
水底隧道

## 閉館
最初開幕時，博物館預期的參觀人數為每年共60萬遊客，但第一年遊客人數達到峰值20萬，2008年後，參觀該設施的遊客人數有所降低。雖然到2009年參觀人數已恢復到10萬人次的水平，但其中60%以上的參觀人數實際上是免費入場，例如參加實地考察的中小學生，2011年，人數再度跌破10萬以下。全年赤字達3億日圓以上。
2010年，該設施在大阪市的商業分類中被確定為「不必要（退役）」。後在2012年6月20日，大阪市副市長會議博物館決定2012年年底廢除。同年10月11日，公益社團法人日本船舶海洋工学会向大阪市提交了致大阪市時任市長橋下徹的請求書，要求保存浪速丸。對此，橋本市長在當天的例行新聞發布會上表示：「如果你要提出要求，請告訴我們你要做什麼。如果你說有必要，就買吧。也許它有一定的學術意義。它不應該透過稅收來維持。 」2013年2月8日，大阪市宣布博物館將於同年3月10日休館。 在同年2月28日的例行新聞發布會上，橋下徹批評了這座建築。
2017年，有報告稱，有計劃該設施用作酒店、水療中心、漫畫博物館等，但在2020年的招募過程中，由於嚴重特殊傳染性肺炎日本疫情的蔓延，並沒有獲得任何申請。2021年，大阪市宣布正在根據疫情的控制狀況考慮重新開放申請的時機，2023年，大阪市仍在招募企業使用其設施。由於海洋博物館自關閉以來一直未使用，園區內的電氣和機械設備已老化，大阪市在2023年提交的文件顯示，許多設施需要更換零件等維修。同年8月，有消息透露，大阪市將在博物館關閉後的10年內支付高達7000萬日元的維護費用，包括電費。

## 外部連結
- Official Osaka Maritime Museum website